# Concentration bactéricide minimale
La concentration bactéricide minimale (CBM) est la plus faible concentration d'un agent antibactérien nécessaire pour tuer une bactérie particulière. Elle peut être déterminée à partir des tests de concentration minimale inhibitrice (CMI) de dilution en bouillon en repiquant les bactéries sur des plaques d'agar qui ne contiennent pas l'agent antibactérien que l'on teste. La CBM est identifiée en déterminant la concentration la plus faible d'agent antibactérien qui réduit la viabilité de l'inoculum bactérien initial à un niveau supérieur ou égal à 99,9%. La CBM est complémentaire à la CMI ; alors que le test CMI indique le niveau le plus bas d'agent antimicrobien qui inhibe la croissance, le CBM indique le niveau le plus bas d'agent antimicrobien qui entraîne la mort microbienne. Cela signifie que même si une CMI particulière montre une inhibition, le repiquage des bactéries sur de la gélose peut encore entraîner la prolifération de l'organisme car l'antimicrobien n'a pas causé la mort. Les agents antibactériens sont généralement considérés comme bactéricides si la CBM ne dépasse pas quatre fois la CMI. Comme le test CBM utilise des unités formant colonies comme mesure indirecte de la viabilité bactérienne, il peut être biaisé par des agents antibactériens qui provoquent l'agrégation des cellules bactériennes. On peut citer en exemples les flavonoïdes et les peptides. 